# Raron (huyện)
Huyện Raron (tiếng Pháp: District du Raron, tiếng Đức: Bezirk Raron) là một huyện hành chính của Thụy Sĩ. Huyện này thuộc bang Bang Valais. Huyện Raron có diện tích 398 km², dân số theo thống kê của cục thống kê Thụy Sĩ năm 1999 là 10859 người. Trung tâm của huyện đóng ở Raron. Mã của huyện là 2309.